# クロロベンジリデンマロノニトリル
クロロベンジリデンマロノニトリル（2-chlorobenzylidenemalononitrile）とは催涙ガスの一種で暴動鎮圧等に使用されている。化合物名はクロロベンザルマロノニトリル（2-chlorobenzalmalononitrile）とも呼ばれる。1928年にアメリカ合衆国のベン・コーソン（Ben Corson） とロジャー・ストートン（Roger Staughton）によって開発された。開発者2人の姓の最初の文字を取って CSガスと命名された。
散布時は、水溶液にしたものを噴霧する。即効性があり、皮膚や眼、粘膜等から進入する。灼熱感や結膜の充血、鼻汁、涙の流出等の症状が出るが、持久性は低い。通常、暴露後、数分から数十分で回復するが、遅延性の紅斑が出現する場合があり、重篤になると数週間皮膚障害が残る可能性がある。
加水分解しやすく、アルカリ存在下で分解が加速される為、石鹸等で洗うと無毒化できる。
ニトリルを含む為、一般向けには販売されていない。

## 合成方法
2-クロロベンズアルデヒドとマロノニトリルを原料としてピペリジンを触媒に加え、クネーフェナーゲル縮合によって製造される。